# Рей Дрейпер
Рей Дре́йпер (англ. Ray Draper), повне ім'я Ре́ймонд А́ллен Дре́йпер (англ. Raymond Allen Draper; 3 серпня 1940, Нью-Йорк — 1 листопада 1982, там само) — американський джазовий тубіст.

## Біографія
Народився 3 серпня 1940 року в Нью-Йорку. Його батько Барклі грав на трубі, записувався з Джеллі Ролл Мортоном; матір давала фортепіанні концерти. Вступив до Вищої школи виконовчого мистецтва в Нью-Йорку після прослуховання на тубі; потім навчався у Мангеттенській школі музики. Узимку 1956—57 грав у сесіях з власними гуртами для Jazz Unlimited в клубах Pad, Birdland.
Грав з Джекі Макліном (1956—57), працював з Дональдом Бердом, і записувався з Джоном Колтрейном (1958). Як соліст, записав свій перший альбом, Tuba Sounds (Prestige 1957), у віці 16 років у складі квінтету. Записувався на лейблах Prestige, New Jazz, Jubilee і Epic (1957—1960). Був учасником гурту Макса Роуча (1958—59) і працював з Доном Черрі на початку 1960-х. Однак, починаючи з цього періоду через наркотики залишив музику (1959—64). Улітку 1964 року створив разом з Філлі Джо Джонсом гурт в Лос-Анджелесі; у 1965 році спільно з Гедлі Келіменом керував квінтетом.
Пізніше у 1960-х грав з Горасом Тепскоттом, Арчі Шеппом, Джеком Макдаффом (записувався з ним у 1971). У 1968—69 керував рок-гуртом Red Beans and Rice. У 1969 році переїхав до Лондона, де працював музичним директор в Ronnie Scott Directions. У 1971 році повернувся до США з Доктором Джоном; грав з ним до 1972 року. Працював з ревю Кеті Чемберлен Rag & Roll Revue (1974—75), з Доктором Джоном в Лос-Анджелесі (1975), гуртом Говарда Джонсона «Gravity» (1977). Викладав теорію і гармонію в University of the Streets (Нью-Йорк) та Весліанському университі (Коннектикут).
Вбитий 1 листопада 1982 року в Нью-Йорку у віці 40 років під час пограбування.

## Дисокграфія
- Tuba Sounds (Prestige, 1957)
- The Ray Draper Quintet Featuring John Coltrane (New Jazz, 1958) з Джоном Колтрейном
- A Tuba Jazz (Jubilee, 1958)
- Red Beans and Rice (Epic, 1968)